# Tuvalu aux Jeux du Commonwealth
Les Tuvalu participent aux Jeux du Commonwealth depuis les Jeux de 2002 à Manchester. L'un des plus petits pays du Commonwealth des Nations, avec une population d'à peine plus de 12 000 personnes, les Tuvalu n'envoient que de petites délégations aux Jeux : deux athlètes en 2002, cinq en 2006, trois en 2010, cinq en 2014. Ils n'ont jamais remporté de médaille.

## Athlètes
| Année | Athlètes masculins                                                       | Discipline                                                                | Athlètes féminins             | Discipline                      |
| ----- | ------------------------------------------------------------------------ | ------------------------------------------------------------------------- | ----------------------------- | ------------------------------- |
| 2002  | Alan Resture Teokila Maleko                                              | Tennis de table · Tennis de table                                         | -                             | -                               |
| 2006  | Geoffery Ludbrook Alan Resture Teokila Maleko Napetari Tioti Logona Esau | Tir · Tennis de table · Tennis de table · Tennis de table · Haltérophilie | -                             | -                               |
| 2010  | Fakapelu Sileti Ioane Haumili Lapua Lapua                                | Athlétisme · Haltérophilie · Haltérophilie                                | -                             | -                               |
| 2014  | Alan Resture Lapua Lapua Logona Esau                                     | Tennis de table · Haltérophilie · Haltérophilie                           | Kaimalie Resture Kaie Luenita | Tennis de table · Haltérophilie |